# 長田村 (長崎県)
長田村（ながたむら）は、長崎県北高来郡にあった村。1940年（昭和15年）に北高来郡内の周辺各町村と合併し市制施行、諫早市となった。現在の諫早市諫早地域のうち、長田地区にあたる。

## 地理
多良山系の五家原岳南麓に位置する。南は本明川の河口部、南東は諫早湾に面し、村域は南北に帯状に占める。「長田」地名の由来は、村域を流れる長田川などの河川の両岸に、南北に長い水田が続いているために名づけられたとされ、江戸期までに「東長田」「西長田」に区分された。
- 山：五家原岳
- 河川：本明川、長田川、段堂川
- 港湾：諫早湾（有明海）

## 沿革
- 1889年（明治22年）4月1日 - 町村制施行により、西長田村と東長田村が合併し北高来郡長田村が発足。
- 1934年（昭和9年）3月24日 - 当村域に日本国有鉄道有明西線（のち長崎本線）の東諫早駅・肥前長田駅が設置される。
- 1940年（昭和15年）9月1日 - 諫早町・小栗村・小野村・有喜村・真津山村・本野村・長田村が合併し市制施行。諫早市が発足し、長田村は自治体として消滅。

## 地名
名を行政区域とする。また、名の名称に「西長田」「東長田」の大字を冠する。
大字西長田
- 小豆崎名（あずきざき）
- 大古場名
- 古場名
- 里名

大字東長田
- 白木峰名
- 白原名
- 正尾名（しょうお）
- 道上名（みちうえ）
- 向浜名

## 交通

### 鉄道
日本国有鉄道
- 長崎本線

（諫早町） - 東諫早駅 - 肥前長田駅 - （深海村）

## 学校
- 長田尋常高等小学校